# Attila Mesterházy
Attila Mesterházy (* 30. leden 1974, Pécs) je maďarský levicový politik, poslanec parlamentu, funkcionář a bývalý předseda Maďarské socialistické strany, rovněž neúspěšný kandidát MSZP na post premiéra v parlamentních volbách 2010 a 2014.

## Biografie
Základní vzdělání získal v letech 1980 až 1988 na Hriszto Botev Általános Iskola. Poté studoval na Lovassy László Gymnázium ve Veszprému, kde skončil roku 1992 a ihned nastoupil na dnešní Budapesti Corvinus Egyetem. Absolvoval s vyznamenáním v roce 1997 a získal titul v oblasti mezinárodních ekonomických vztahů.
V roce 2002 byl v osobním poradním sboru kandidát na premiéra Pétera Medgyessyho. Po jeho vítězství pracoval v několika státních funkcích.
V roce 2009 byl zvolen předsedou parlamentní frakce a místopředsedou Magyar Szocialista Párt. Také byl kandidátem strany na post premiéra pro volby 2010. Dne 10. července 2010 byl zvolen předsedou strany. Z postu odstoupil 29. května 2014 po neúspěšných volbách do Evropského parlamentu.